# Martin Fürchtegott Grübler
Martin Fürchtegott Grübler (* 19. Dezember 1851 in Meerane; † 31. Mai 1935 in Dresden) war ein deutscher Maschinenbau-Ingenieur und Hochschullehrer.

## Leben
Martin Grübler studierte zwischen 1870 und 1880 in Dresden und in Leipzig Maschinenbau und legte 1880 die Technische Oberlehrerprüfung in Dresden ab. Während seines Studiums wurde er 1871 Mitglied der Sängerschaft Erato Dresden. Er habilitierte sich für das Fachgebiet Mechanik und lehrte als Privatdozent an der Eidgenössischen Technischen Hochschule Zürich. Im Jahr 1886 wurde er als ordentlicher Professor für Mechanik an das Polytechnikum Riga berufen, 1900 als ordentlicher Professor für Technische Mechanik (in Nachfolge von Christian Otto Mohr) an die Technische Hochschule Dresden. Er ließ sich 1903 von Fritz Schumacher eine Villa in Plauen bauen, blieb bis 1920 an der TH Dresden und war ab 1910 dort zudem Direktor der Sammlung für Technische Mechanik und Graphische Statik.
Grübler befasste sich unter anderem mit Kinematik. Die Grüblersche Gleichung ist nach ihm benannt.

## Ehrungen
Martin Grübler wurde 1927 die Ehrendoktorwürde der Universität Gießen verliehen, im gleichen Jahr auch die Ehrendoktorwürde der Universität Lettlands in Riga.

## Schriften
- Wandlungen der Kinetik. 1889.
- Vergleichende Festigkeitsversuche an Körpern aus Zementmörtel. 1907. (Aufsatz)
- Das Kriterium der Zwangläufigkeit der Schraubenketten. 1916.
- Getriebelehre. Eine Theorie des Zwanglaufs und der ebenen Mechanismen. 1917. (Digitalisat)
- Lehrbuch der technischen Mechanik. 1919.

Grübler schrieb außerdem den Artikel „Hydraulische Maschinen“ für die Enzyklopädie der mathematischen Wissenschaften.